# Aleuria
Aleuria Fuckel, Jahrbuch des Nassauischen Vereins für Naturkunde, Wiesbaden 23-24: 325 (1870).
Aleuria è un genere di funghi ascomiceti con carpoforo a forma di coppa, dai colori smorti bruno-ocra-violacei sia all'interno che all'esterno.

## Specie di Aleuria
La specie tipo è Aleuria aurantia (Pers.) Fuckel (1870), altre specie incluse sono:
- Aleuria amplissima Boud.
- Aleuria annamitica Pat.
- Aleuria aphanodictyon Kobayasi (1967)
- Aleuria arvernensis Roze & Boud.
- Aleuria balfour-browneae Waraitch (1976)
- Aleuria bicucullata Boud. (1881)
- Aleuria blumenaviensis Henn.
- Aleuria boudieri (Höhn.) J. Moravec (1994)
- Aleuria carbonicola (J. Moravec) J. Moravec (1994)
- Aleuria cestrica (Ellis & Everh.) Seaver (1928)
- Aleuria dalhousiensis K.S. Thind & Waraitch (1971)
- Aleuria exigua Rifai (1968)
- Aleuria gigantea (K.S. Thind & Waraitch) J. Moravec & S.C. Kaushal (1976)
- Aleuria humicola Boud.
- Aleuria labessiana Boud.
- Aleuria latispora J. Moravec (1994)
- Aleuria leucomelas Gillet
- Aleuria luteonitens (Berk. & Broome) Gillet (1887)
- Aleuria mellea (Cooke & Plowr.) Boud. (1907)
- Aleuria michiganensis Kanouse (1937)
- Aleuria muralis Losa (1941)
- Aleuria murreana S. Ahmad (1955)
- Aleuria nivalis (R. Heim & L. Remy) R. Heim (1947)
- Aleuria nymaniana Henn.
- Aleuria olivacea Gillet (1879)
- Aleuria pectinospora Svrček (1948)
- Aleuria petaloidea (Cooke & W. Phillips) Boud. (1907)
- Aleuria phlyctispora (Lepr. & Mont.) T. Schumach. (1988)
- Aleuria pseudotrechispora Höhn.
- Aleuria quitensis Pat. (1895)
- Aleuria reperta Boud. (1894)
- Aleuria rhenana Fuckel (1870)
- Aleuria rubra L.R. Batra (1961)
- Aleuria sparassiformis Henn.
- Aleuria splendens (Quél.) J. Breitenb. & F. Kränzl. ex Bon & Courtec. (1987)
- Aleuria tasmanica Massee
- Aleuria tectipus (Spooner) W.Y. Zhuang & Korf (1986)
- Aleuria tjibodensis Henn.
- Aleuria umbrina var. assimilata (P. Karst.) Boud. (1907)
- Aleuria umbrina var. umbrina (Boud. ex Cooke) Gillet (1881)
- Aleuria unicolor Gillet
- Aleuria venustula Rifai (1968)
- Aleuria vesiculosa Fr.
- Aleuria wisconsinensis Rehm
- Aleuria zandbaiensis Henn. & E. Nyman